# Cortinarius evernius
Cortinarius evernius (Elias Magnus Fries, 1818 ex Elias Magnus Fries, 1838) din încrengătura Basidiomycota, în familia Cortinariaceae și de genul Cortinarius este o specie regional destul de răspândită de ciuperci necomestibile care coabitează, fiind un simbiont micoriza (formează micorize pe rădăcinile arborilor). O denumire populară nu este cunoscută. În România, Basarabia și Bucovina de Nord trăiește pe sol acru și umed la deal, dar în special la munte, mai rar la câmpie, sociabil în grupuri mai mari sau mai mici, în păduri de conifere, adesea în apropiere de turbării sub molizi și pini, de obicei prin mușchiul de turbă (Sphagnum). Timpul apariției este din august până în noiembrie.

## Taxonomie

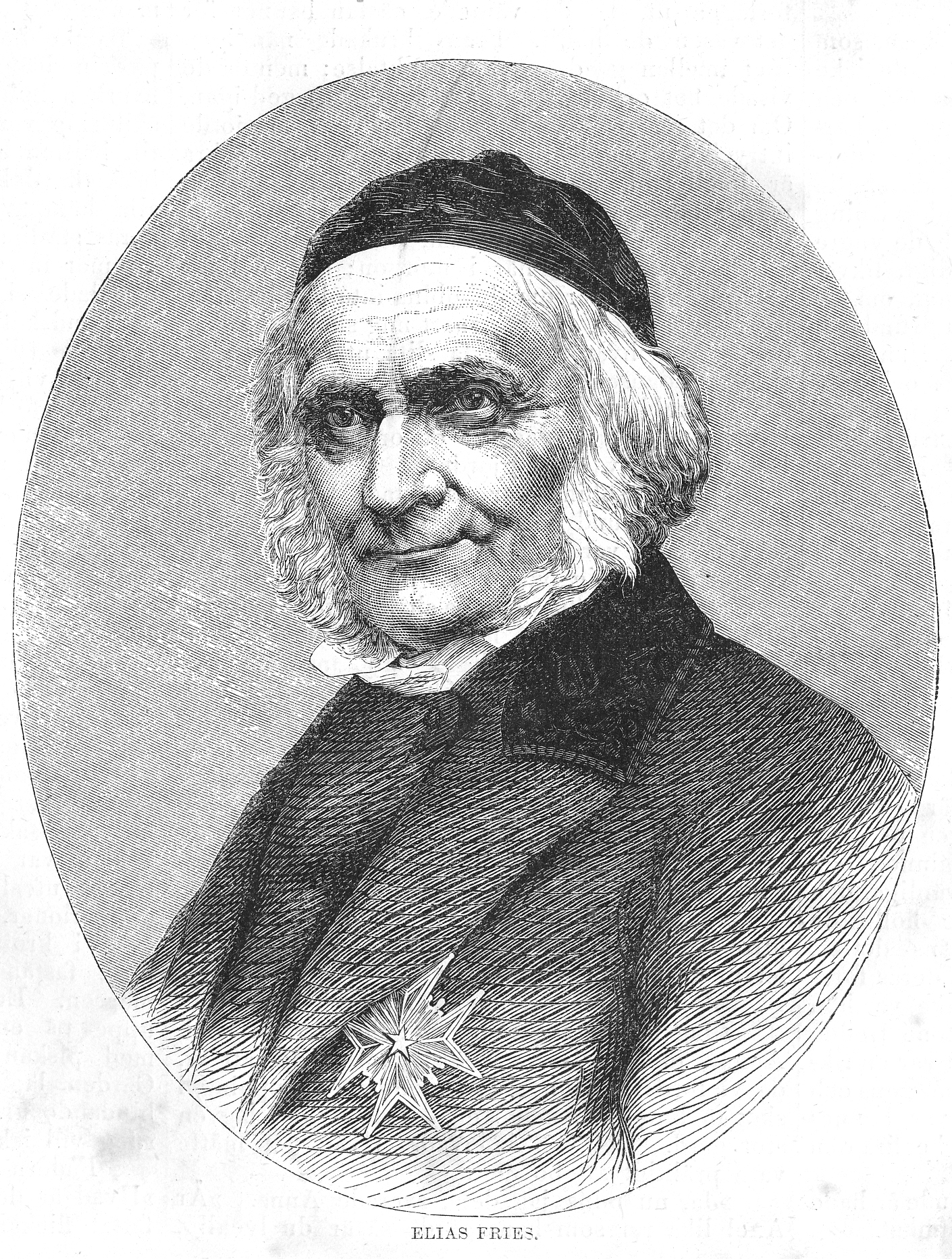
Elias Fries

Numele binomial hotărât este Agaricus evernius, determinat de faimosul savant suedez Elias Magnus Fries în volumul 2 al operei sale Observationes mycologicae din 1818.
Apoi, în 1838, Fries însuși a transferat specia la genul Cortinarius sub păstrarea epitetului, de verificat în cartea sa Epicrisis systematis mycologici, seu synopsis hymenomycetum, fiind și numele curent valabil (2022).
Toți ceilalți taxoni (inclus formele și variațiile descrise) sunt acceptați drept sinonime.
Epitetul specific nu este clar determinat. Probabil se trage dintr-un cuvânt neolatin care se referă iregular la două cuvinte din limba greacă veche, anume prefixul  (greacă veche εὖ=bine, frumos, adevărat) și substantivul (greacă veche έρνος=vlăstar) intenționând sensul de „încolțind/răsărind bine”, datorită eventual sociabilității speciei.

## Descriere

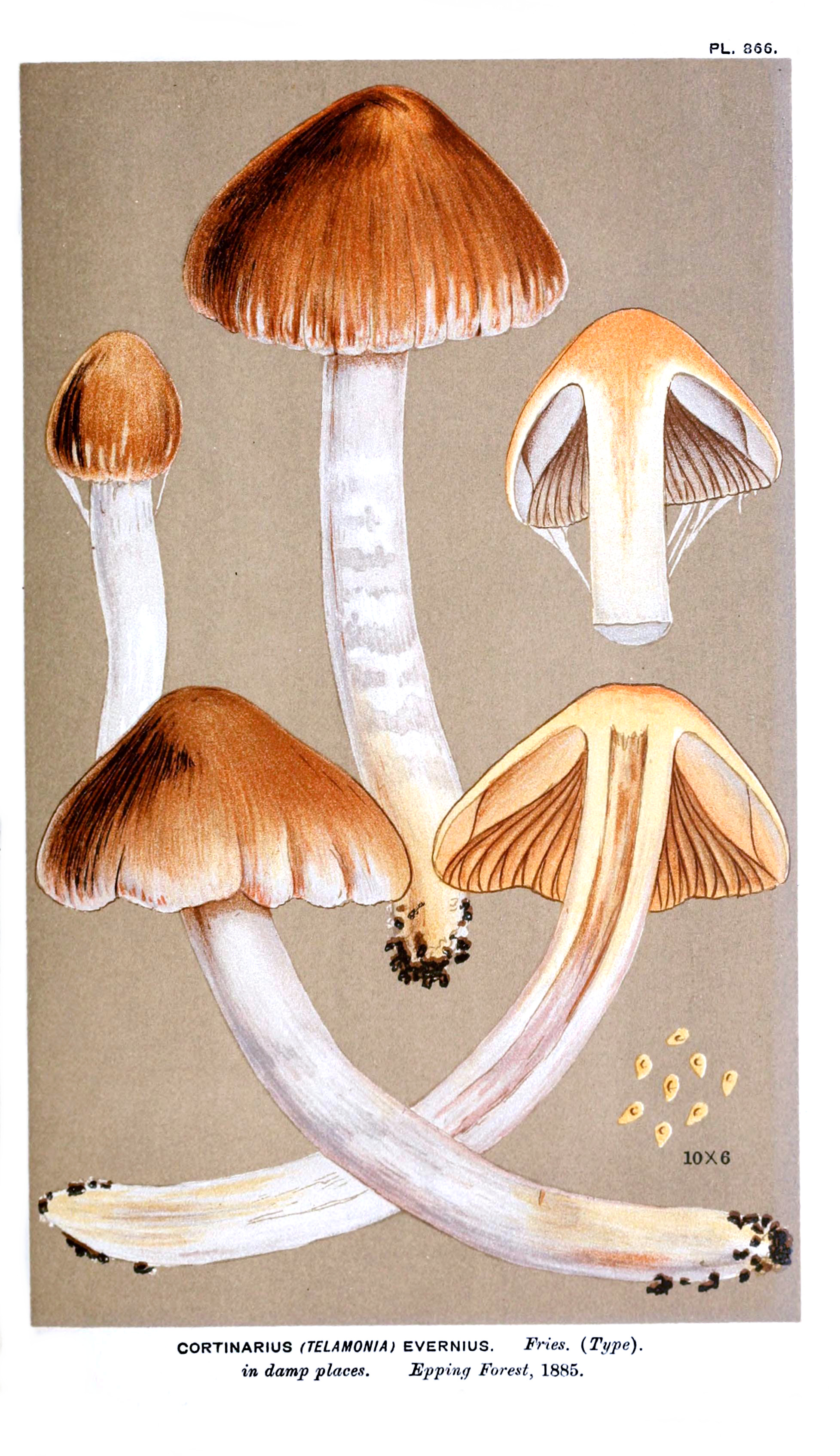
Cooke: Cortinarius evernius

- Pălăria: foarte higrofană, destul de cărnoasă cu un diametru de 4-8 (11) cm este la început conic-campanulată cu marginea răsucită spre interior, apoi convex-aplatizată, dezvoltând o cocoașă centrală lată și obtuză, la bătrânețe ceva sinuoasă cu crăpături mici radiale la margine. Cuticula, inițial acoperită de un strat pâslos devine cu timpul netedă, mătăsos-strălucitoare, spre margine striată fin. Coloritul este la umezeală brun-purpuriu până la brun-violet, dar, datorită higrofanității, se decolorează la ariditate gri-gălbui până pal ocru-brun, marginea prezentând nu rar resturi de văl albicioase.
- Lamelele: destul de late și îndepărtate între ele, intercalate cu lameluțe de lungime diferită, ocazional bifurcate cu articulații venoase spre tijă și atașate slab rotunjit la picior, sunt învăluite la început de o cortină gri-albicioasă, formată din fibre foarte fine ca păienjeniș, resturi ale vălului parțial. Coloritul inițial deschis gri-brun devine cu timpul brun-roșiatic până brun-violet și în vârstă brun de scorțișoară. Muchiile sterile sunt fierăstruite și de culoare mai deschisă.
- Piciorul: cu o înălțime de 8-15 (20) cm și o grosime de 1-1,5 (2) cm este uscat, oarecum strălucitor, rigid, fibros, cilindric, plin, la bătrânețe gol pe dinăuntru, inițial grosier, devenind cu avansarea în vârstă din ce în ce mai lung și zvelt, atunci adesea neregulat, îndoit sau răsucit, îngustându-se la bază și înrădăcinând nu rar destul de adânc. Prezintă o zonă inelară trecătoare albicioasă în formă de cordon. Coloritul pal violet, de obicei cu un tipar albicios în zigzag (rămășițe ale vălului), devine odată cu vârsta spre bază violaceu, iar spre vârf albicios.
- Carnea: destul de fermă și mai ales în picior fibroasă este brună în diverse nuanțe, înnegrind la bătrânețe. Mirosul este de ridiche sau de hrean, după unii și de fasole verde crudă, mereu cu o tentă pământoasă, gustul fiind blând, dar ceva stătut.[3][4]
- Caracteristici microscopice: are spori dextrinoizi (se decolorează cu reactivul Melzer) lat elipsoidali, aproape în formă de migdale, fără o depresie centrală, pe suprafață moderat verucoși, măsurând (8,3) 10,3 x (4,3) 6,7 microni (în mediu 9,63 x 5,26 µm). Pulberea lor este brun-ruginie. Basidiile cu cleme au 4 sterigme fiecare, fiind clavate. Pileocistidele (elemente sterile de pe suprafața pălăriei) cu hife paralele, unele ușor încrustate, cu o dimensiune de 4-5,5 x 8,3 (9,3) µm prezintă și ele cleme. Cheilocistidele (elemente sterile situate pe muchia lamelor) de 14,3-21,6 x 5,6-8,20 microni sunt de asemenea clavate.[10][11]
- Reacții chimice: carnea și cuticula se decolorează cu hidroxid de potasiu maroniu.[10]

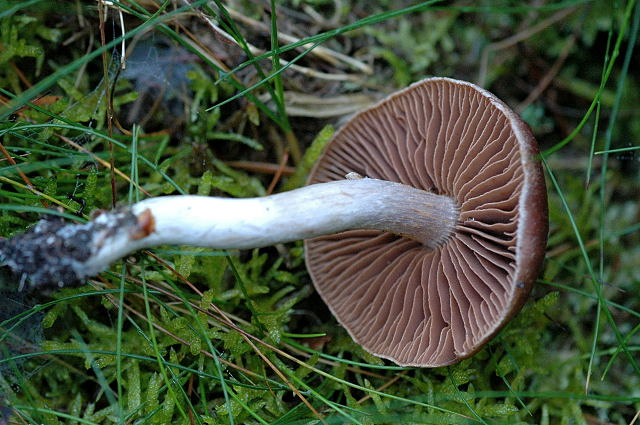
C. evernius, lamele și picior
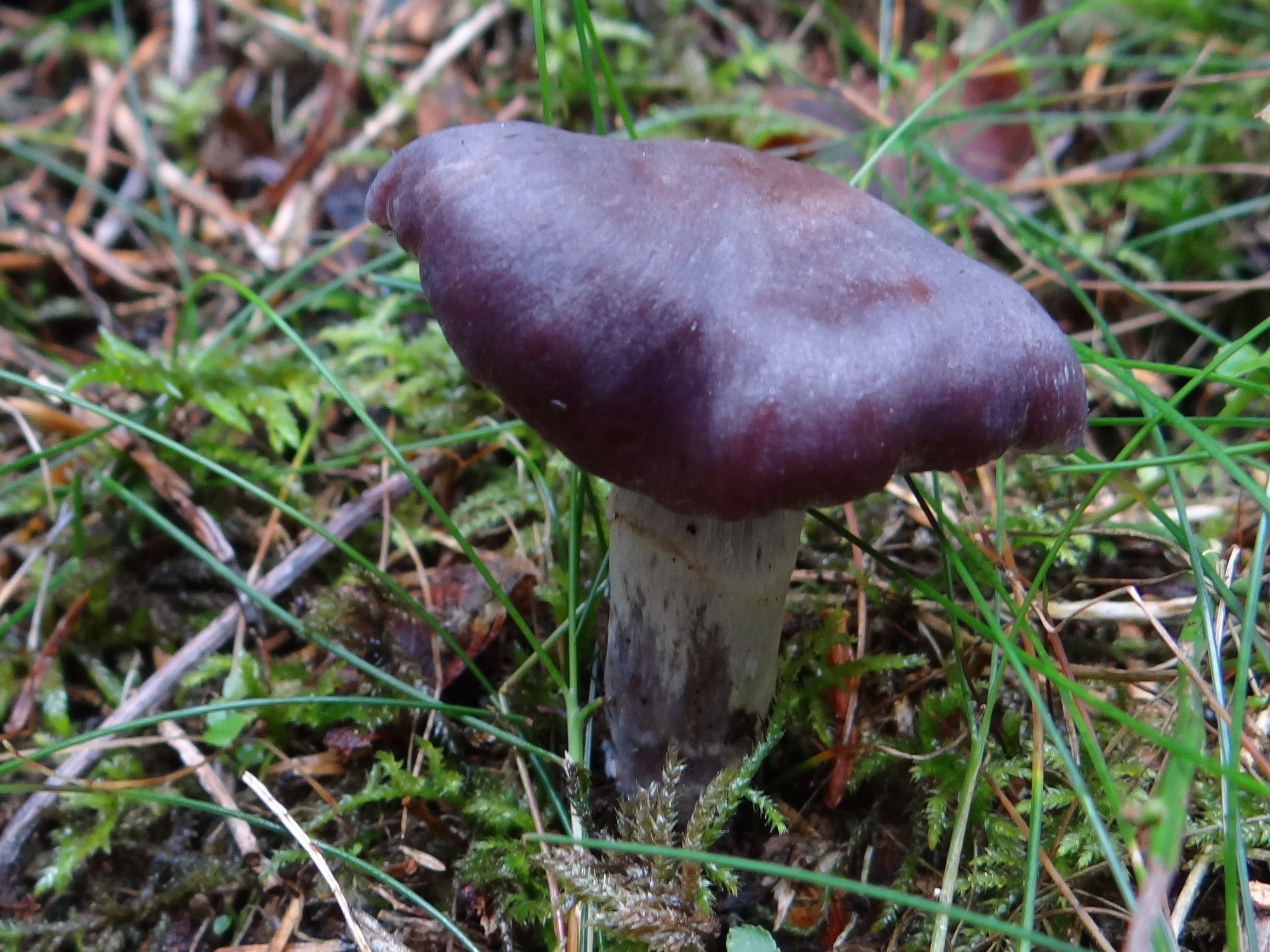
C. evernius mai tânăr ??
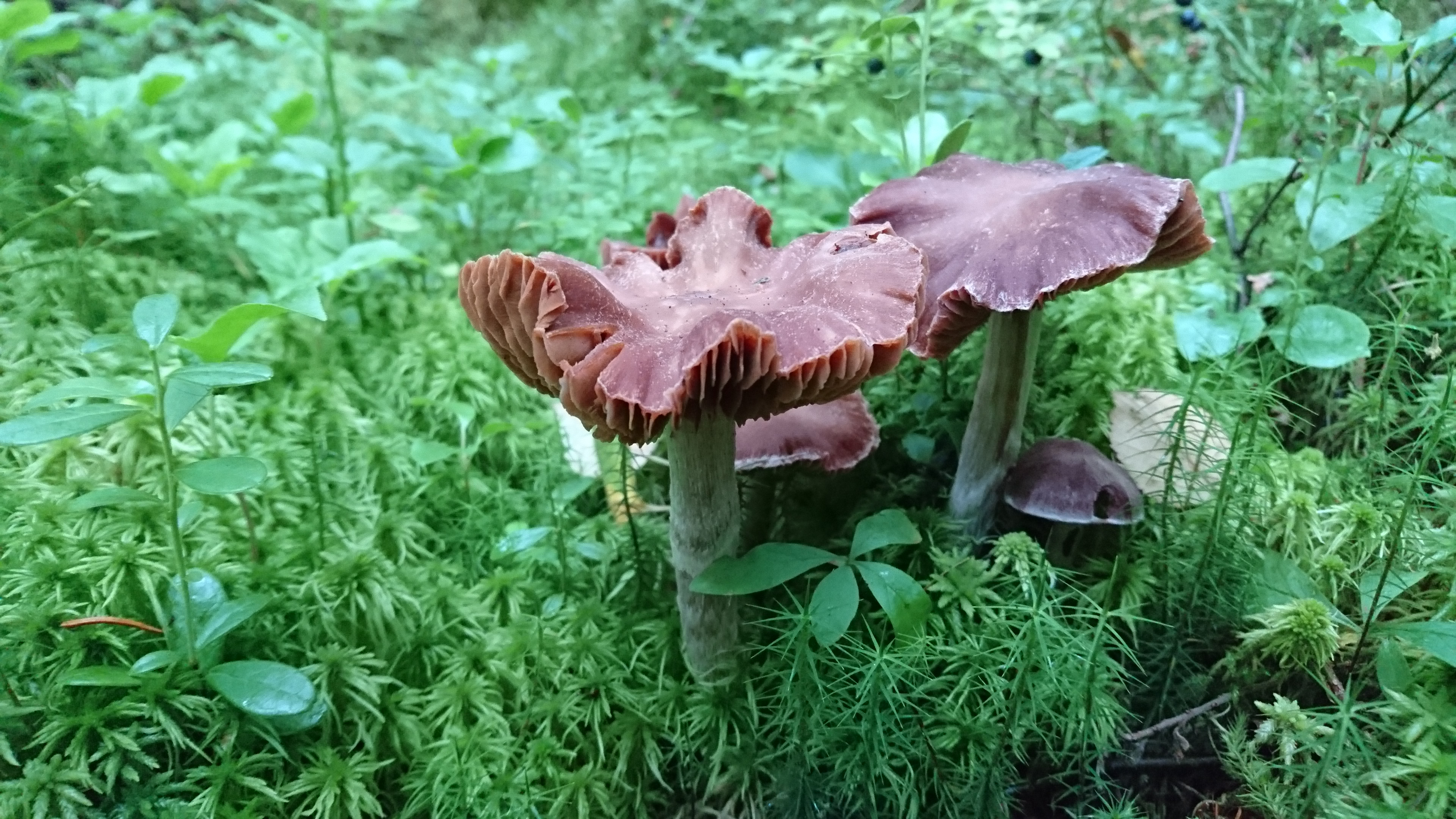
C. evernius bătrâni
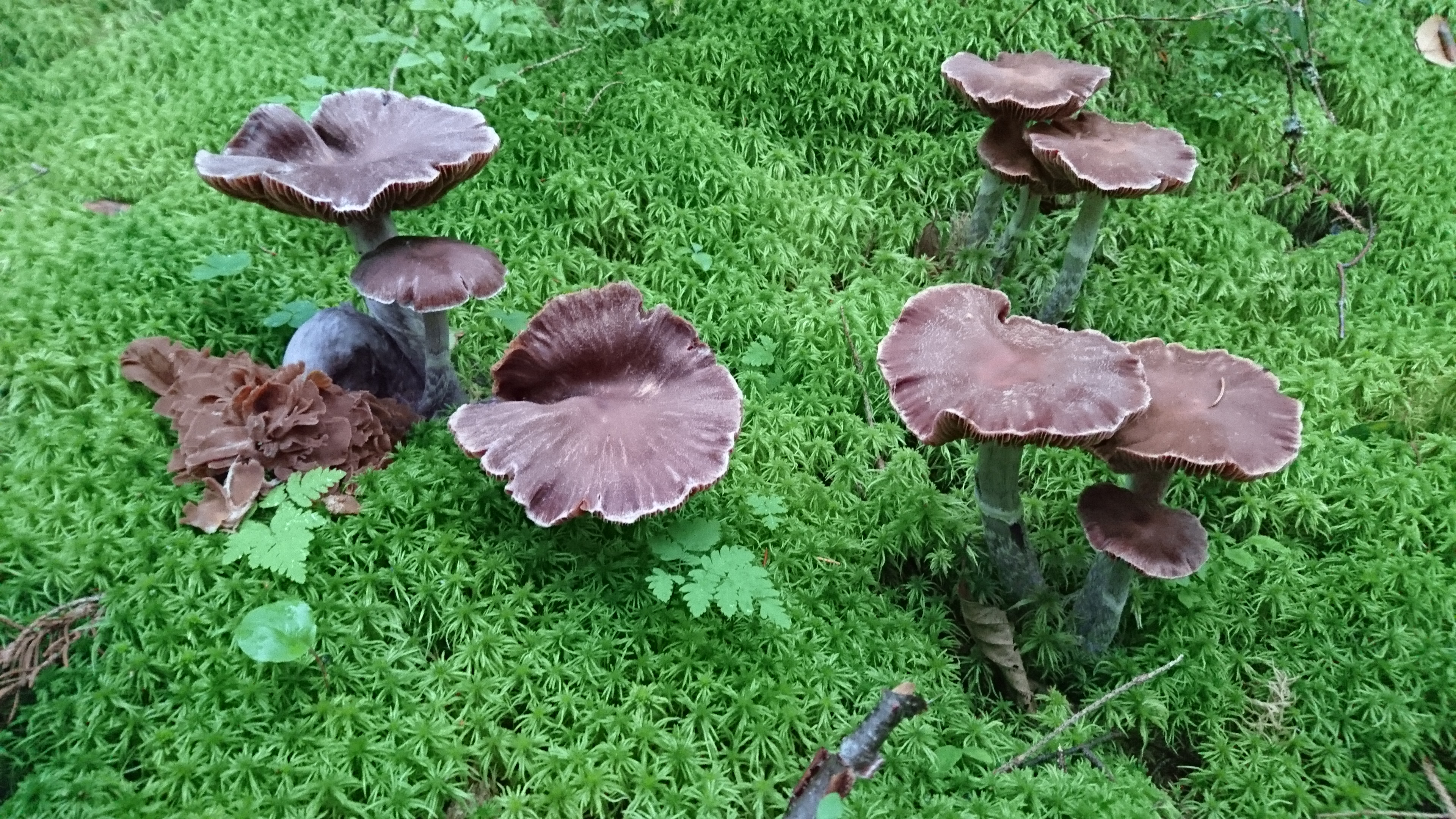
C. evernius, grup

## Confuzii
Specia poate fi confundată de exemplu cu Cortinarius anthracinus (necomestibil), Cortinarius bibulus sin. Cortinarius pulchellus (necomestibil), Cortinarius brunneus (otrăvitor), Cortinarius casimirii (necomestibil), Cortinarius flexipes (poate otrăvitor), Cortinarius glandicolor (necomestibil), Cortinarius hemitrichus (necomestibil), Cortinarius infractus (necomestibil, extrem de amar), Cortinarius salor (comestibil, cu cuticulă mucoasă), Cortinarius traganus otrăvitor) sau Cortinarius variicolor (necomestibil).

## Specii asemănătoare în imagini

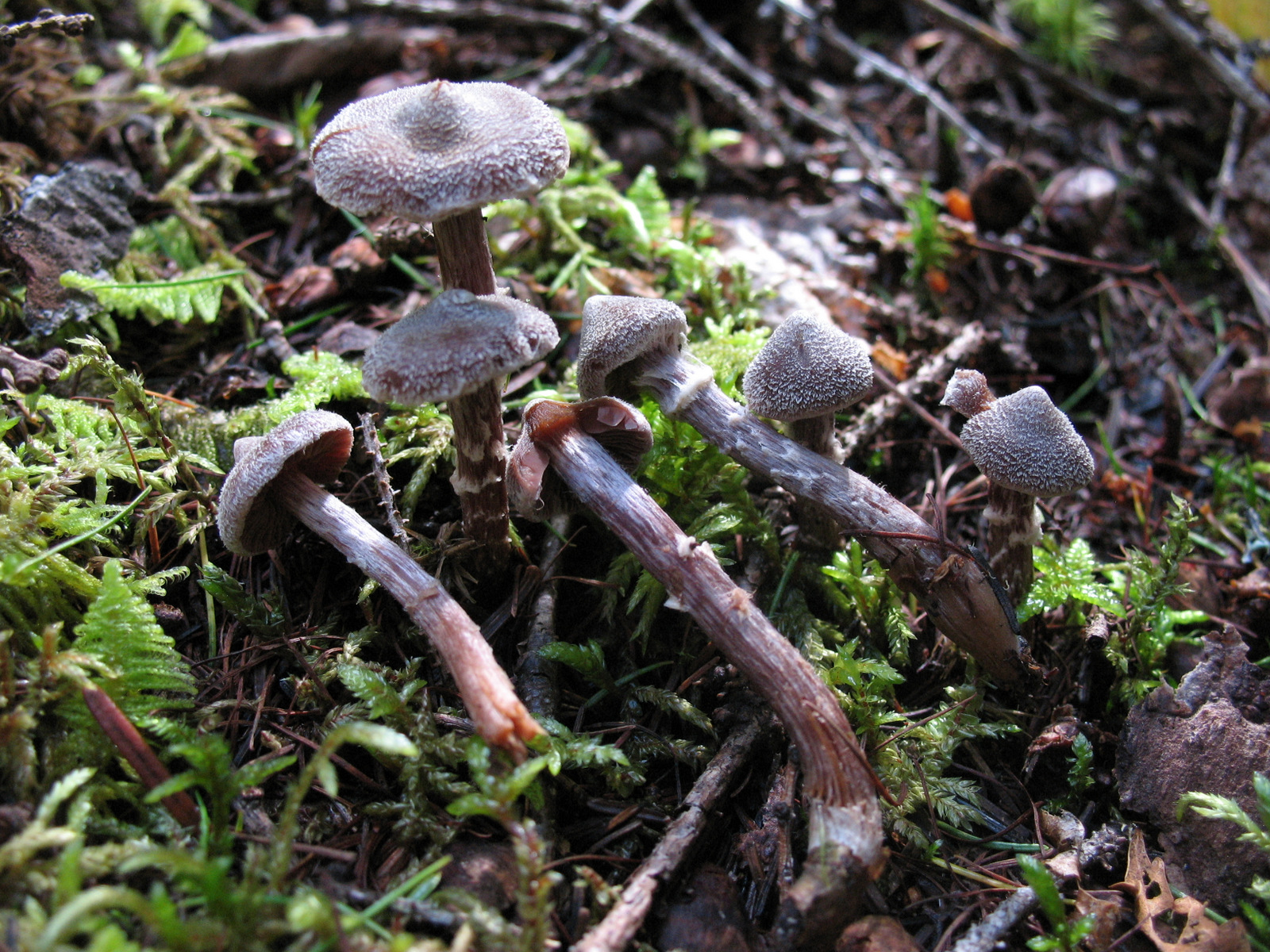
!Cortinarius bibulus sin. Cortinarius pulchellus!
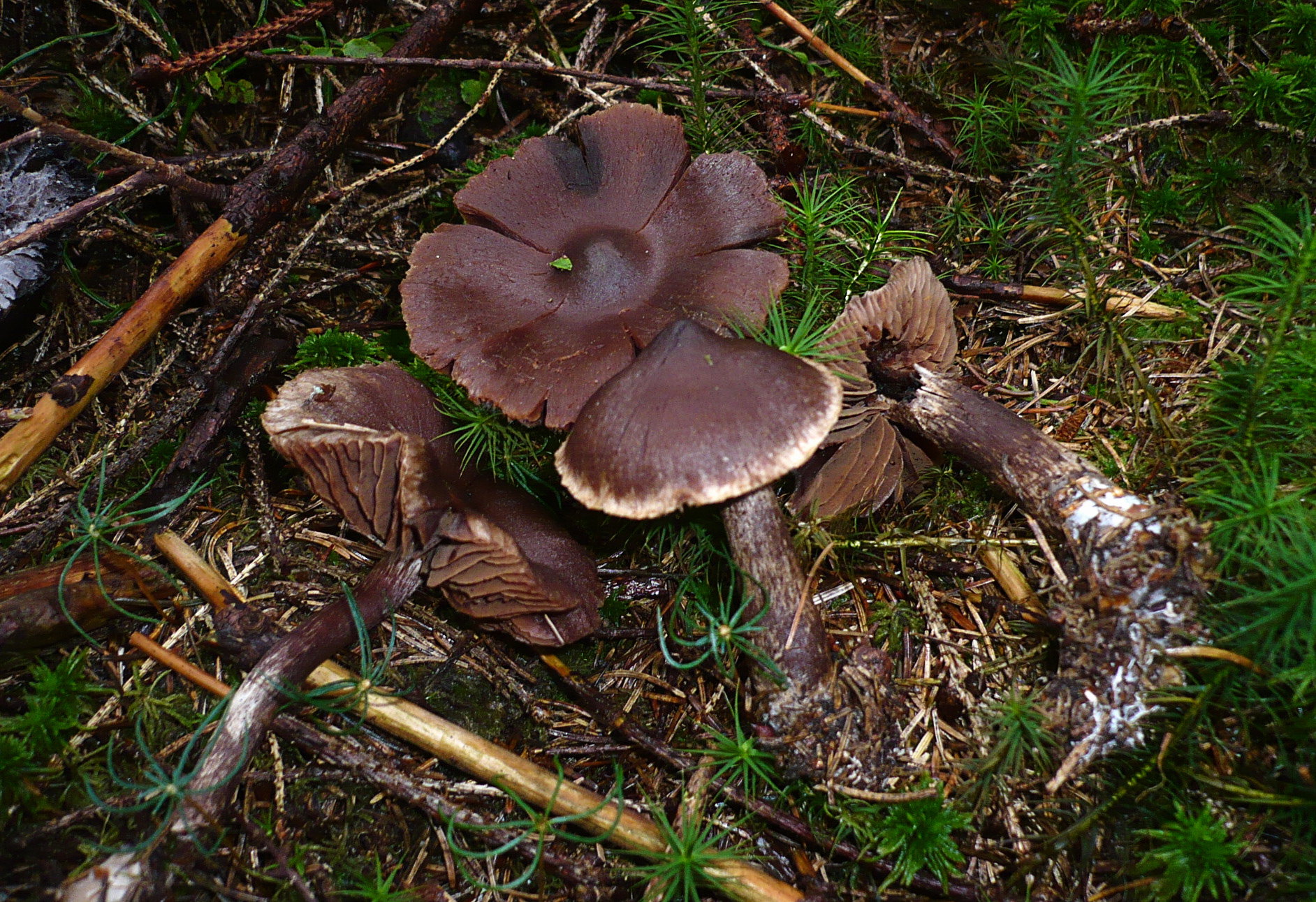
!!Cortinarius brunneus!!
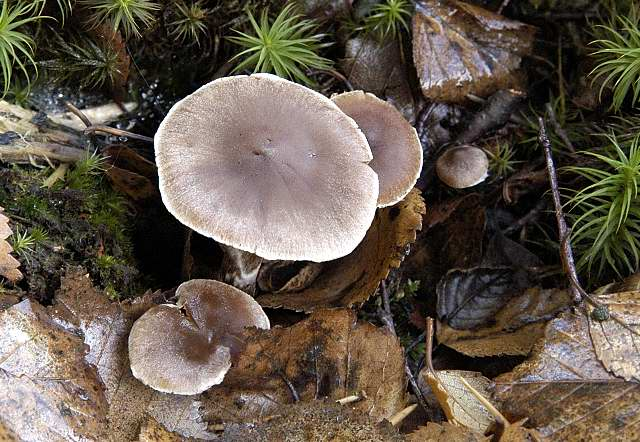
!Cortinarius casimirii!
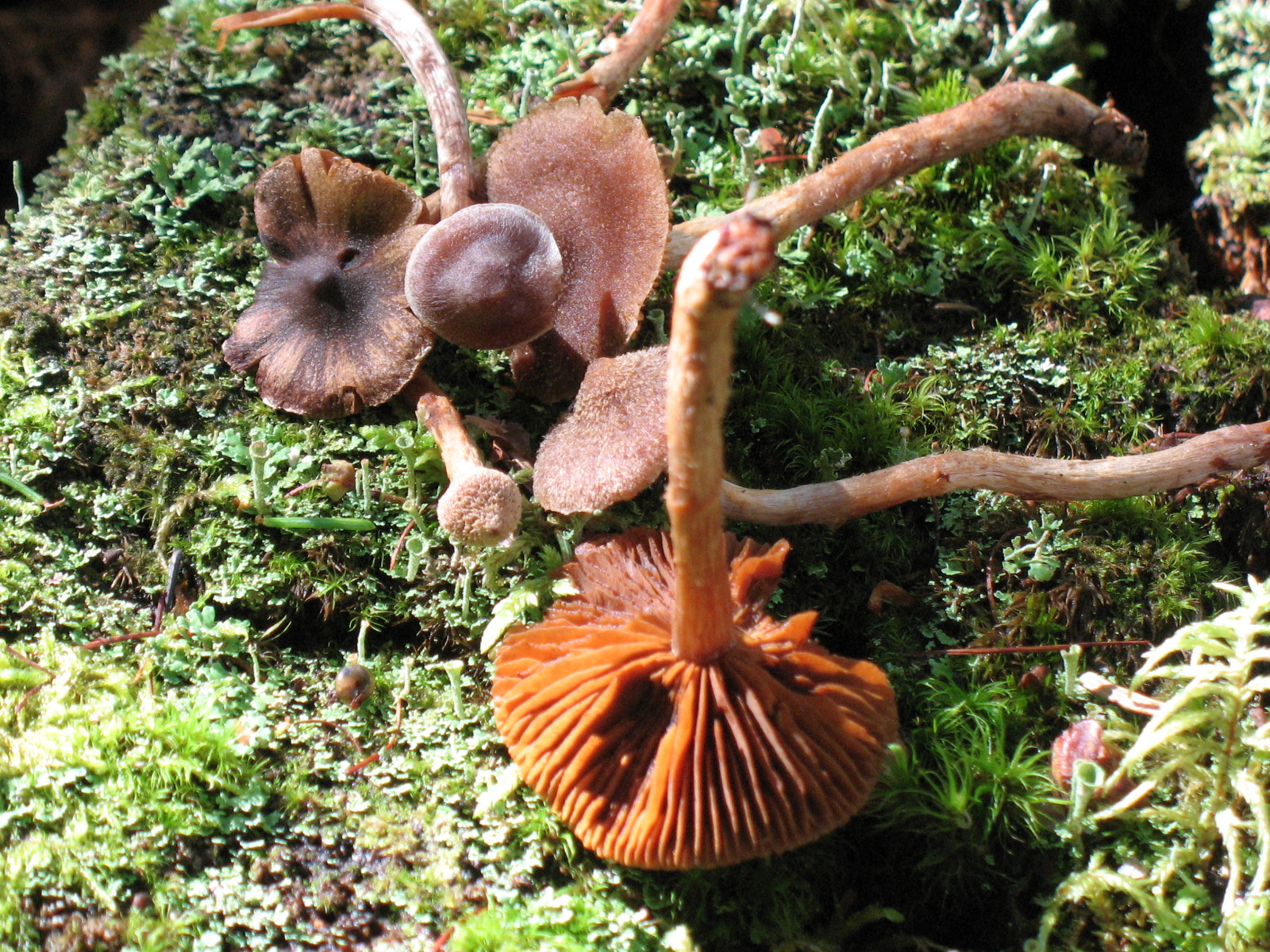
!!Cortinarius flexipes!!
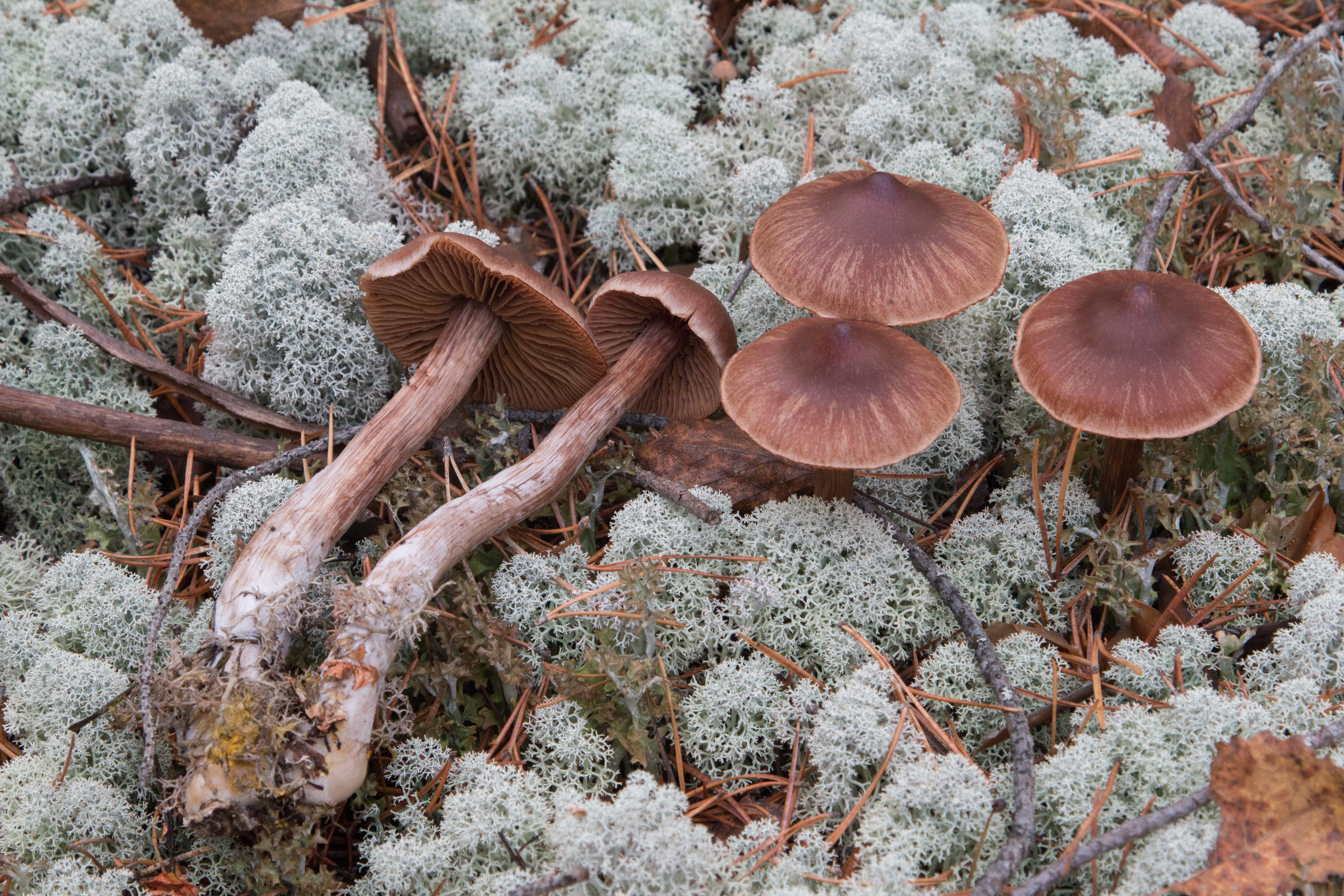
!Cortinarius glandicolor!

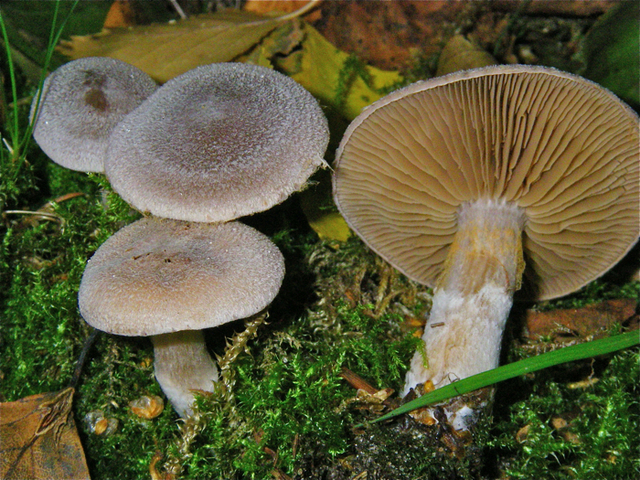
!Cortinarius hemitrichus!
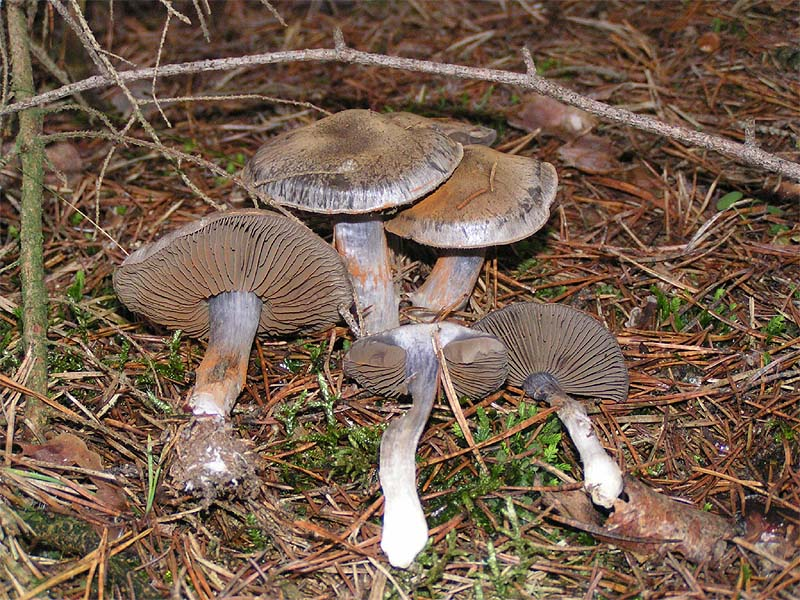
!Cortinarius infractus!
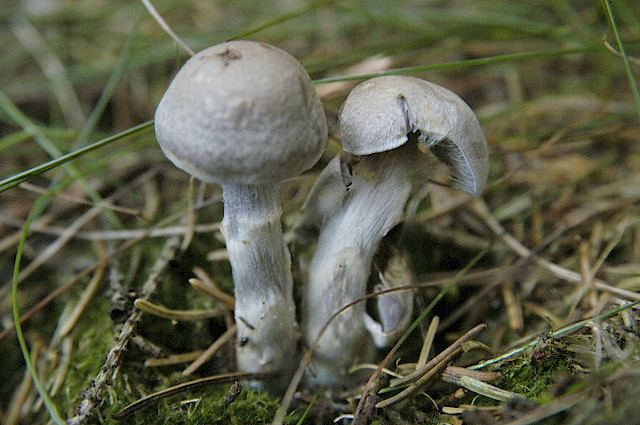
!Cortinarius salor!
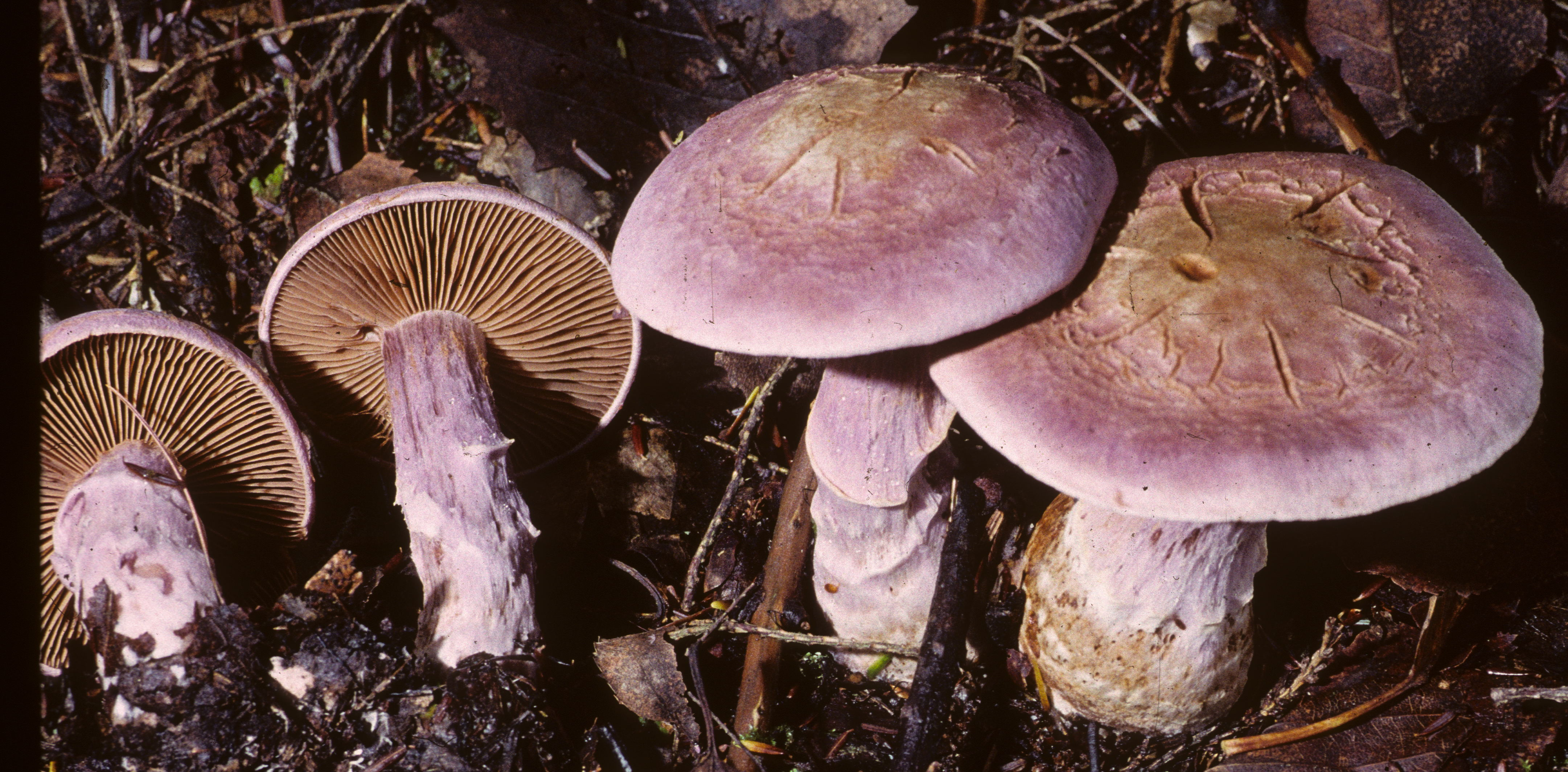
!!Cortinarius traganus!!
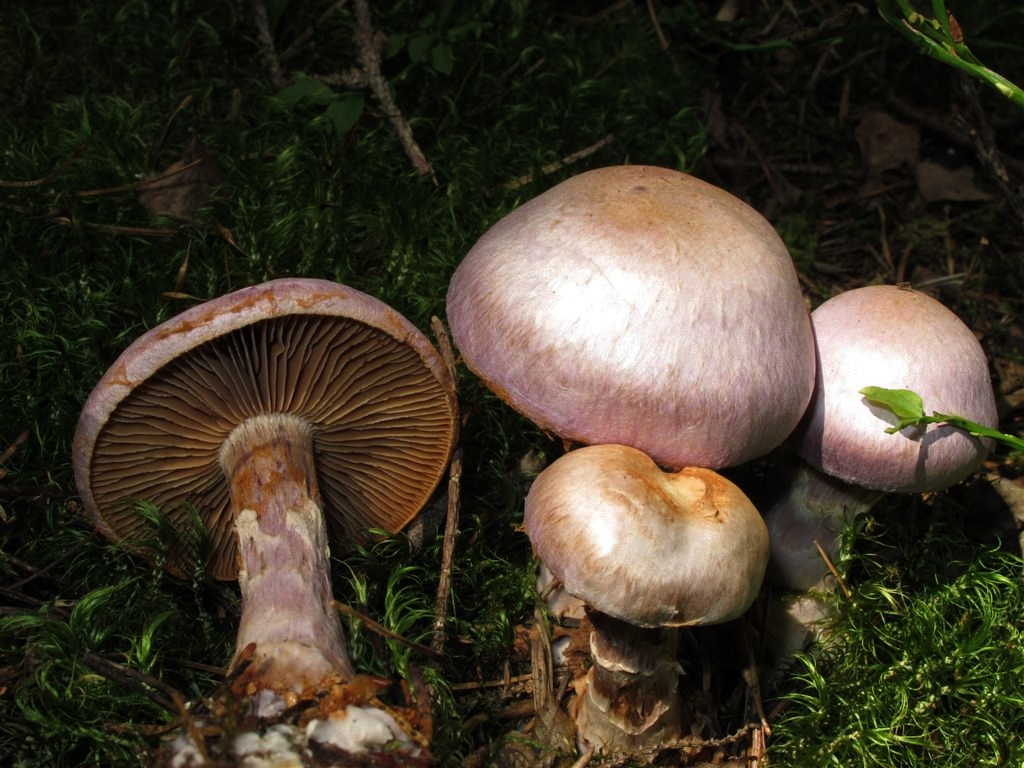
!Cortinarius variicolor!

## Valorificare
Cortinarius evernius nu este comestibil din cauza calității inferioare a cărnii precum al mirosului și gustului nu prea plăcut.